# Condado de Montgomery (Indiana)
El Condado de Montgomery es un condado estadounidense, situado en el estado de Indiana. Según el censo de los Estados Unidos del 2000, la población es de 37 629 habitantes. La cabecera del condado es Crawfordsville.

## Geografía
Según la Oficina del Censo de los Estados Unidos, el condado tiene un área total de 1309 km² (550 millas²). De éstas 1307 km² (550 mi²) son de tierra y 2 km² (1 mi²) son de agua. 

### Colindancias
- Condado de Tippecanoe  - norte
- Condado de Clinton  - noreste
- Condado de Boone  - este
- Condado de Hendricks- sureste
- Condado de Putnam  - sur
- Condado de Parke  - suroeste
- Condado de Fountain  - oeste

## Historia
El Condado de Montgomery se formó en 1823, su nombre es en honor de Richard Montgomery, un general del Ejército Continental durante la guerra de Independencia de los Estados Unidos.

## Demografía
Según el censo del año 2000, hay 37 629 personas, 14 595 cabezas de familia, y 10 245 familias que residen en el condado. La densidad de población es de 29 hab/km² (75 hab/mi²). La composición racial tiene:
- 96.77% Blancos (No hispanos)
- 1.62% Hispanos (Todos los tipos)
- 0.77% Negros o Negros Americanos (No hispanos)
- 1.10% Otras razas (No hispanos)
- 0.42% Asiáticos (No hispanos)
- 0.71% Mestizos (No hispanos)
- 0.19% Nativos Americanos (No hispanos)
- 0.03% Isleños (No hispanos)

Hay 14 595 cabezas de familia, de los cuales el 33 % tienen menores de 18 años viviendo con ellos, el 57.60 % son parejas casadas viviendo juntas, el 8.60 % son mujeres que forman una familia monoparental (sin cónyuge), y 29.80% no son familias. El tamaño promedio de una familia es de 2.5 miembros.
En el condado el 26% de la población tiene menos de 18 años, el 9.00% tiene de 18 a 24 años, el 28.60% tiene de 25 a 44, el 22.60% de 45 a 64, y el 13.90% son mayores de 65 años. La edad media es de 37 años. Por cada 100 mujeres hay 99.6 hombres. Por cada 100 mujeres mayores de 18 años hay 97.8 hombres.
Tabla de la evolución demográfica:
|       | 1900   | 1910   | 1920   | 1930   | 1940   | 1950   | 1960   | 1970   | 1980   | 1990   | 2000   |
| ----- | ------ | ------ | ------ | ------ | ------ | ------ | ------ | ------ | ------ | ------ | ------ |
| TOTAL | 37 629 | 34 436 | 35 501 | 33 930 | 32 089 | 29 122 | 27 231 | 26 980 | 28 490 | 29 296 | 29 388 |

## Economía
Los ingresos medios de un cabeza de familia el condado es de $41,297, y el ingreso medio familiar es $48,779.00 Los hombres tienen unos ingresos medios de $36,612 frente a $23,010 de las mujeres. El ingreso per cápita del condado es de $18,938.00 El 8.30% de la población y el 6.10% de las familias están debajo de la línea de pobreza. Del total de gente en esta situación, 11.20% tienen menos de 18 y el 7.00% tienen 65 años o más.

## Ciudades y pueblos

### Incorporados
| - Alamo - Crawfordsville - Darlington - Ladoga | - Linden - New Market - New Richmond - New Ross | - Waveland - Waynetown - Wingate |

### No incorporados
| - Browns Valley - Elmdale - Garfield - Linnsburg | - Mace - Parkersburg - Shannondale | - Smartsburg - Whitesville - Yountsville |

### Municipalidades
| - Brown - Clark - Coal Creek - Franklin | - Madison - Ripley - Scott - Sugar Creek | - Union - Walnut - Wayne |